# Leucauge argyrobapta
Leucauge argyrobapta là một loài nhện trong họ Tetragnathidae.
Loài này thuộc chi Leucauge. Leucauge argyrobapta được miêu tả năm 1841 bởi White.